# 馬宗霍
馬宗霍（1897年—1976年），原名骥，字承堃，別署霋岳樓，晚號霋岳老人，湖南衡陽人，中国文字训诂学家、史学家、文学批评家、书法家、书法评论家，自20世纪30年代左右起即以字行，故世罕知其原名者。

## 生平
少受業於王湘綺，卒业于湖南南路師範學堂。1920年代中拜章太炎為師，為其入室弟子。
又從曾熙學書法，与张大千兄弟同为曾（熙）李（瑞清）同门会之发起人兼理事。
自1920年代起，歷任暨南大學、金陵女子大學、上海中國公學、上海交通大学、中央大學、湖南大学、國立師範學院等校教授、院长、教务长等，
并曾兼任苏州章氏国学讲习所教授，亦为《学衡》杂志创办人之一，先后在《学衡》第一期至第十期上开辟“国学摭谭”专栏。
抗日战争前在南京曾兼任国民政府立法院秘书、国民政府第一届高等文官考试委员、国民党党史编辑委员会委员等职。
1958年后为中央文史研究馆馆员、中华书局高级编审，参与国务院古籍整理工作。
著有《書林藻鑒》、《文学概论》、《中國經學史》、《文字学发凡》、《音韵学通论》、《说文解字引经考》、《说文解字引方言考》、《说文解字引群书考》、《说文解字引通人说考》、《淮南旧注参正》、《墨子閒诂参正》、《南史校正》、《论衡校读笺识》等。
马宗霍与夫人舒士彦共同参与中国科学院哲学研究所主编的《中国哲学史资料选辑》。
经舒士彦标点、校刊的王夫之《读通鉴论》、《宋论》皆由中华书局出版。

## 註解
- “承堃”，有因形近音同而误作“水坤”者，或又以为“承堃”即其本名，皆误。